# Ocadia
Ocadia är ett släkte av sköldpaddor som beskrevs av den brittiske zoologen Gray 1870. Ocadia ingår i familjen Geoemydidae.

## Taxonomi
Arter enligt Catalogue of Life:
- Ocadia glyphistoma
- Ocadia philippeni
- Ocadia sinensis

Släktets taxonomiska status är omstridd. The Reptile Database listar arterna i andra släkten eller infogar populationerna som synonym i andra arter.